# Extensão de ponta de asa

Aeronave com extensão no extremo das asas

Uma extensão de ponta de asa (em inglês leading-edge extension) é uma pequena extensão na superfície de asa da aeronave, além da aresta extrema. O principal motivo para ser adicionado em uma aeronave concerne em melhorar o fluxo de ar em ângulo de ataque e baixas velocidades de voo, para melhorar a manobrabilidade e atrasar o estol.

## Slat

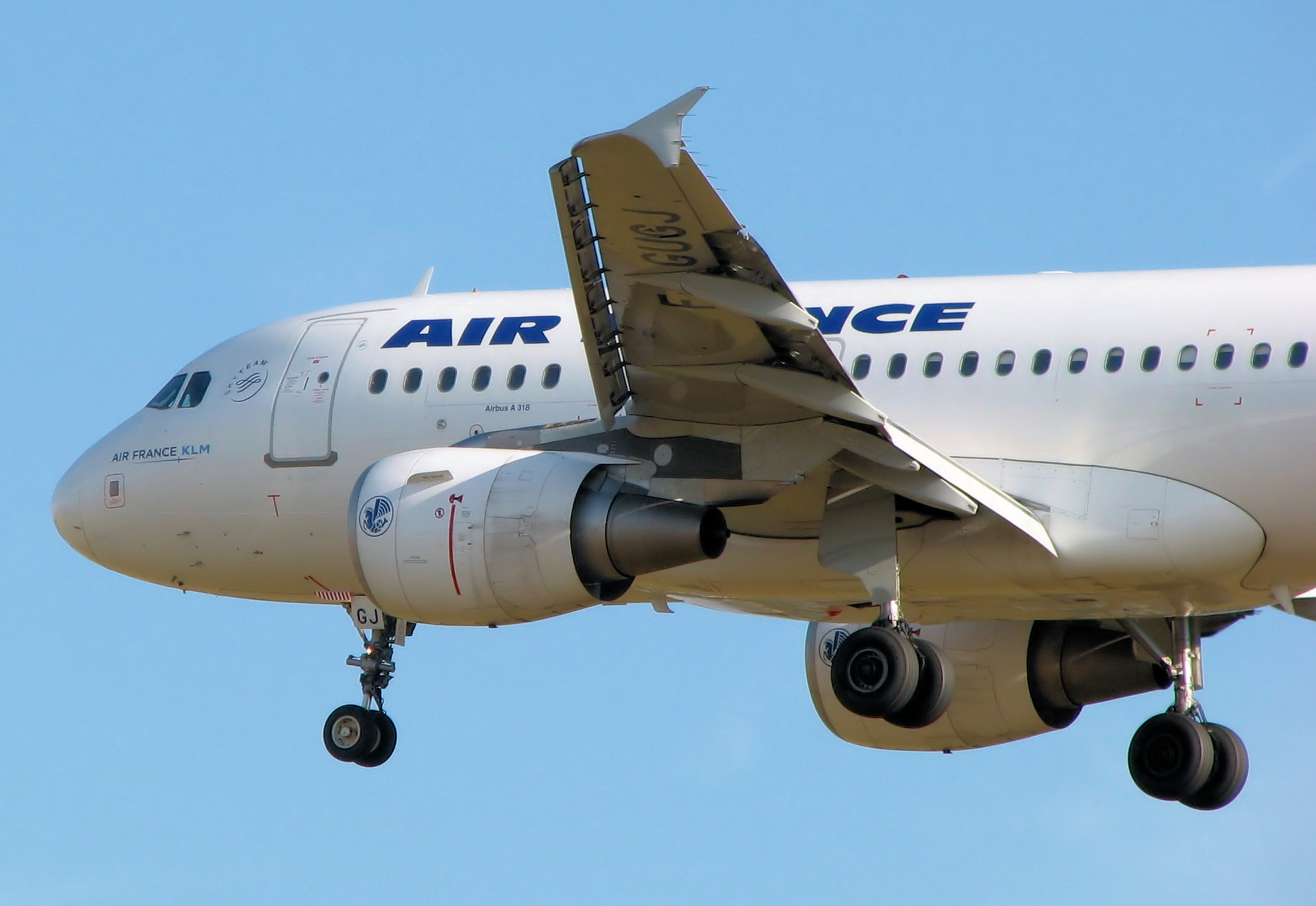
Slats propostos em um Airbus A318

Um Slat é uma superfície de movimento que fica a acima dos extremos das asas. Ele cria um slot entre o slat e a asa, formando o que difere o ar sobre a superfície da asa, ajudando a manter suave o fluxo de ar em baixar velocidades e altos ângulos de ataque. Isso atrasa o estol, possibilitando a aeronave voar em ângulos maiores de ataque. Slats podem ser fixos ou retráteis em voo para minimizar o arrasto.

## Extensão Dogtooth

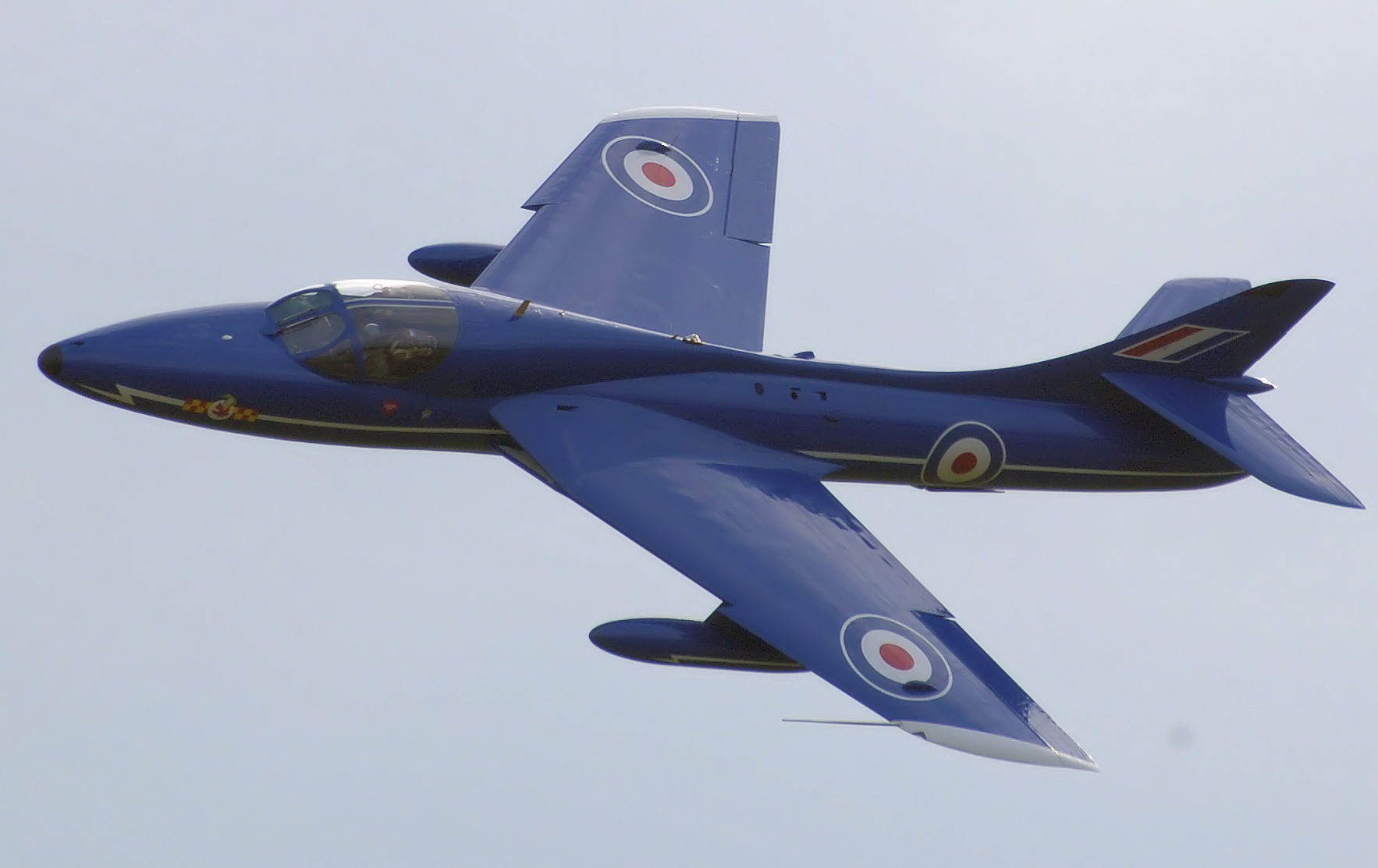
Dog tooth na asa de um Hawker Hunter

Um dogtooth é uma peça pequena em formato de ruptura de quebra em zig-zag que fica no extremo a asa. É usualmente usada em asas em formato de flecha para gerar um vórtice no fluxo de voo para prevenir a separação do fluxo de progredir para fora do alto ângulo de ataque. O efeito é o mesmo de uma wing fence.
Muitas vezes o dogtooth é adicionado posteriormente a fabricação da aeronave, como é o caso do  Hawker Hunter.

## Extensão de raiz de ponta

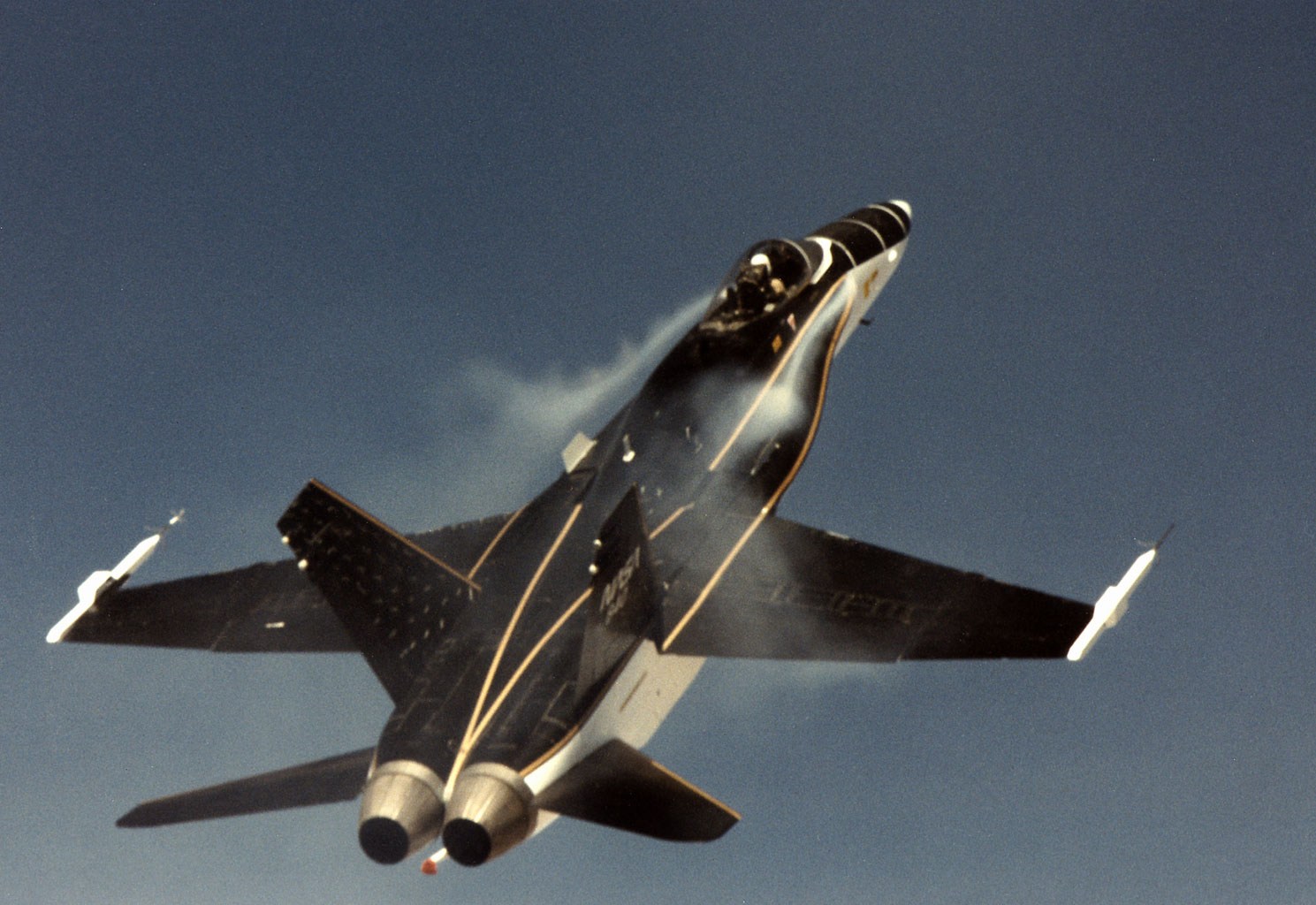
Vórtice de condensação fluíndo sobre o LERX do McDonnell Douglas F/A-18 HARV

A extensão de raiz de ponta (leading-edge root extension LERX) é um fillet, tipicamente em forma triangular, posicionado no extremo da base da asa juntamente com a fuselagem.
Em aviação moderna, como no caso de caças, o LERX introduz fluxo de ar controlado para baixo das asas em altos ângulos de ataque, atrasando a incidência de estol e, consequentemente, perda de controle. Em voos de cruzeiro os efeitos do LERX são mínimos. Contudo, em ângulos altos de ataque, como decorrente em dogfight ou em decolagens e aterrissagens, o LERX gera um vórtice de alta velocidade que se localiza sobre as asas. A ação do vórtice mantém o fluxo de ar suave sobre as superfícies assim como normaliza o estol o ponto que o fluxo pode ir para o lado oposto, dando suporte de controle em altíssimos ângulos de ataque.
O LERX foi introduzido no Northrop F-5 em 1959, e tornou-se a partir de então um componente comum em aeronaves de combate. O F/A-18 Hornet, Sukhoi Su-27 e o CAC/PAC JF-17 Thunder são exemplos de aeronaves que usam tal componente. O LERX no The Su-27 ajuda para realizar acrobacias aéreas avançadas, caso do Pugachev's Cobra, o Cobra Turn e o Kulbit.